# Sempiternal
Albums de Bring Me the Horizon
There Is a Hell, Believe Me I've Seen It. There Is a Heaven, Let's Keep It a Secret.
(2010) Live at Wembley
(2015)
Singles
1. Shadow Moses
Sortie : 14 janvier 2013
2. Sleepwalking
Sortie : 4 mars 2013
3. Can You Feel My Heart
Sortie : 17 août 2013
4. Go To Hell, For Heaven's Sake
Sortie : 5 septembre 2013

Sempiternal est le quatrième album studio du groupe de metalcore anglais Bring Me the Horizon sorti le 1er avril 2013. Le premier single Shadow Moses est diffusé via la chaîne YouTube de Epitaph Record le 22 janvier 2013.
Il est publié le 1er avril 2013 dans le monde entier par le label RCA Records, et le 2 avril chez Epitaph Records aux États-Unis et au Canada. Écrit et enregistré tout au long de l'année 2012, Sempiternal montre les diverses influences des musiques électronique, d'ambiance et pop. « Sempiternal » est un mot anglais désignant la notion du « temps éternel ».

## Écriture et enregistrement
En 2012, le groupe décide d'arrêter tournées et apparitions dans les médias, et choisit de se concentrer sur l'écriture de son prochain album. Le guitariste Jona Weinhofen explique « nous ne sommes pas très bons pour nous motiver à écrire pendant les tournées. » L'écriture de cet album s'est effectuée dans le Lake District, comme à l'habitude du groupe de s'isoler pour composer. Ils avaient ainsi précédemment écrit l'album Suicide Season à Arboga, en Suède et There Is a Hell, Believe Me I've Seen It. There Is a Heaven, Let's Keep It a Secret. en Écosse. Ils estiment néanmoins ne pas avoir eu besoin d'autant d'isolement à la suite des quelques mois de repos qu'ils ont eu après leur tournée pour leur album précédent. Cependant, ils considèrent qu'une pause trop longue influence négativement l'écriture de leurs chansons. Le groupe a d'abord voulu commencer l'enregistrement de l'album en mai 2012, cependant, Sykes a estimé qu'il était trop tôt et que le groupe devrait juste faire une démo pendant quelques mois.
Le 25 février 2013, Oliver Sykes utilise son compte Twitter pour nier toute implication de l'ancien guitariste du groupe, Jona Weinhofen, lors de l'écriture de Sempiternal.

## Pistes
1. Can You Feel My Heart   - 3:47
2. The House Of Wolves - 3:25
3. Empire (Let Them Sing) - 3:45
4. Sleepwalking - 3:50
5. Go to Hell, for Heaven's Sake - 4:02
6. Shadow Moses - 4:03
7. And the Snakes Start to Sing - 5:01
8. Seen It All Before - 4:07
9. Antivist - 3:13
10. Crooked Young - 3:34
11. Hospital for Souls - 6:44
12. Join the Club - 3:06 (bonus)
13. Chasing Rainbows - 4:00 (bonus)
14. Deathbeds (featuring Hannah Snowdon) - 4:57 (bonus)

## Musicien
- Oliver Sykes - Chant
- Jordan Fish – Clavier, programmation
- Lee Malia - Guitare
- Matt Kean - Basse
- Matt Nicholls - Batterie

## Personnel
- Terry Date – production
- David Bendeth – mixage
- Immanu el - voix secondaire
- Hannah Snowdon - chant sur Deathbeds